# 卫星男孩
《卫星男孩》（英語：Satellite Boy）是一部2012年的澳大利亚冒險劇情电影，讲述的是一家当世的矿业公司在扩张至该地区时一年轻的原住民男孩艰难地维持着他的遗产传统。该片由卡特里奥·娜麦肯奇执导，于2012年12月10日在珀斯国际艺术节上在澳大利亚首映，它两天前曾在多伦多国际电影节上公布。

## 剧情
12岁的比特（卡梅伦·沃拉比）和他的巨臂爷爷大卫·科比里尔一起住在一间破旧的汽车剧院里。他爷爷时常向希望开一家饭馆的比特传授一些老方法。比特希望他那不在身边的母亲，罗哈娜·安格斯可以回来帮他经营饭馆，虽然他爷爷对于她是否会回到荒凉的金伯利地区有所怀疑。不久一家当地的矿业公司就来了，表示要将这块地夷为平地，并在原地建起一座储藏库。
比特要他的朋友约瑟夫·佩德利陪同他周末一起骑车去城里，向公司的高官呼吁。约瑟夫很乐意帮忙，因为他正被警方通缉。当他们迷失方向时，旅途对他们就是四处闲逛。为了生存下去，比特必须听取他爷爷那睿智的忠告，不仅是为了到达城里见到公司高官，还为了能跟他母亲一起，他母亲一直希望带他去珀斯，这样她就能成为一位美容师。

## 制片

### 背景
在2006年左右，编剧兼导演的卡特里奥娜·麦肯奇在执导电视剧《巡回》时发现了西澳大利亚的金伯利地区，她强烈感到要讲述一个关于澳洲内陆的故事。虽然《巡回》主要在布鲁姆拍摄，她还是去了波奴鲁鲁国家公园和邦哥牧场。她介绍了以情节为驱动的电视媒介，认为那是非常原型的。她补充道：“这就是我为什么要去邦哥牧场，那种令人不可思议的风景。如果你拍摄这个国家的风景，只有你体会到那感觉你才能奉献给观众。”
《卫星男孩》是第一部在资讯了当地原住民社区后被准许在世界遗产地区取景的故事片。摄制组住在帐篷里，还得携带帆布和担架，上头放着他们的设备。邦哥牧场两公里范围内不准车辆进入。
卡特里奥娜麦肯奇尽量使该片不至于成为一部关于矿业的政治宣传片。她指出：“这不是政治影片，不是反矿业影片。但从整体来看，世界正在瓦解，人们正在掠取一切。即使现在资源还算繁荣，那也意味着你无法吃喝，如果你跟国家联系在一起，你就不会那样做了。
卡特里奥娜麦肯还指出这部电影是一封给她养父的情书，她养父曾用行动向她展示了爱。她还说道她对传统理念和代沟很有兴趣，那里头的内容就是后来提到的关于国家的见解。

### 演员
卡特里奥娜麦肯指出这部剧本是为大卫·格皮里尔而写，他因长期从事原住民艺术生涯而获得了由澳大利亚国家原住民艺术协会所颁发的价值5万美元的红赭石奖。卡特里奥娜麦肯将剧本中写进大卫·格皮里尔比作同罗伯特和梅丽尔一块工作。格皮里尔在拍摄过程中还得与痛风作斗争，受到了编导的嘉奖。
对于饰演比特的人，卡特里奥娜麦肯声称和她当地的饰演编导，克瑞斯一块开车跑了几个月。她们终于找到了沃尔拜，那时他正在玩菲士数读，问他是否愿意试琰。她说沃尔拜就想他已经读过了剧本一样，欣然同意。

## 奖项
2013年，《卫星男孩》赢得了AACTA奖的最佳影片和最佳声效奖提名， 由澳大利亚影视艺术学院颁发。在柏林国际电影节上，该片赢得水晶熊最佳动作奖，还赢得了国际影片评委会颁发的最佳故事片奖。在棕榈泉国际电影节上，编剧兼导演的卡特里奥娜麦肯奇被提名为评委会大奖。
该片还为卡特里奥娜卡赢得了发现奖以及2012年多伦多国际电影节的评论奖提名。

## 招待会
SBS台的比特·卡尔文称《卫星男孩》具有美丽的外貌和甜美的天质。他说道：“撇去细节不说，奥娜卡的故事展现了一系列从简短的本土历史中所能让人熟悉的排演巧妙的主题思想，城市对比丛林，灵感对比物质，家庭对比独立，传统对比世俗。然而，这些并没让人觉得枯燥乏味，繁琐唠叨。 ''s 
好莱坞记者约翰·德弗指出：“奥娜卡的视角并不像一些观众那样只是从精神层面的广义视角上去看待内陆，她想说明的是澳大利亚足够大，大到仍旧显现不出欧洲的入侵和压制。
悉尼晨峰报的桑德拉大厅里对于该片注解写道：“它讲述了一个关于维持自然界光芒，一个关于冒险精神以及过去和未来之间的关联的柔美的故事。
《品种》埃迪·科克雷尔把影片称作为“发人深省的世代剧本”，并指出，尽管深陷于现实主义中卡尔曼的青少年犯罪以及雷纳尔向往着脱离文化遗产的生活，《卫星男孩》用一种突显了原住民传统的历史和精神世界的微妙但不平静的象征主义手法，平衡了这些现实中的两难境地。